# Severe Tire Damage
Severe Tire Damage é o segundo álbum gravado ao vivo pela banda They Might Be Giants, lançado a 11 de Agosto de 1998.
O álbum também contém algumas faixas gravadas no estúdio.

## Faixas
Todas as faixas por They Might Be Giants, exceto onde anotado.
1. "Doctor Worm" – 3:01
2. "Severe Tire Damage Theme" – 0:40
3. "They Got Lost" – 3:42
4. "Why Does The Sun Shine? (The Sun Is a Mass of Incandescent Gas)" (Lou Singer, Hy Zaret) – 2:17
5. "Birdhouse in Your Soul" – 3:12
6. "She's An Angel" – 3:20
7. "XTC vs. Adam Ant" – 3:39
8. "Istanbul (Not Constantinople)" (Jimmy Kennedy, Nat Simon) – 3:07
9. "Ana Ng" – 3:00
10. "First Kiss" – 1:36
11. "Spider" – 0:53
12. "Particle Man" – 2:09
13. "She's Actual Size" – 2:16
14. "S-E-X-X-Y" – 3:06
15. "Meet James Ensor" – 1:30
16. "Till My Head Falls Off" – 2:51
17. "About Me" – 3:01
  - As seguintes são faixas escondidas:
18. "Planet of the Apes" - 2:35
19. "Return To The Planet Of The Apes" – 2:46
20. "Conquest Of The Planet Of The Apes" – 1:40
21. "Escape From The Planet Of The Apes" – 1:08
22. "Battle For The Planet Of The Apes" – 1:57
23. "Beneath The Planet Of The Apes" – 2:00
24. "This Ape's For You" – 1:13

| Críticas profissionais                                                      | Críticas profissionais |
| Avaliações da crítica                                                       | Avaliações da crítica  |
| Fonte                                                                       | Avaliação              |
| --------------------------------------------------------------------------- | ---------------------- |
| allmusic                                                                    | [ 2 ]                  |
| Esta tabela precisa de ser acompanhada por texto em prosa. Consulte o guia. |                        |

## Paradas
Álbum
| Parada (1998) | Posição |
| ------------- | ------- |
| Billboard 200 | 186     |